# ريتا كاديلاك
ريتا كاديلاك (بالفرنسية: Rita Cadillac)‏ (و. 1936 – 1995 م) هي راقصة، ومغنية، وممثلة أفلام، وموسيقي تسجيلات فرنسية، ولدت في باريس، توفيت في دوفيل، عن عمر يناهز 59 عاماً، بسبب سرطان.

## وصلات خارجية
- ريتا كاديلاك على موقع IMDb (الإنجليزية)
- ريتا كاديلاك على موقع ألو سيني (الفرنسية)
- ريتا كاديلاك على موقع ميوزك برينز (الإنجليزية)
- ريتا كاديلاك على موقع ميوزك برينز (الإنجليزية)
- ريتا كاديلاك على موقع أول موفي (الإنجليزية)
- ريتا كاديلاك على موقع قاعدة بيانات الأفلام السويدية (السويدية)
- ريتا كاديلاك على موقع ديسكوغز (الإنجليزية)
- ريتا كاديلاك على موقع ديسكوغز (الإنجليزية)
- ريتا كاديلاك على موقع قاعدة بيانات الفيلم (الإنجليزية)
- ريتا كاديلاك على موقع كينوبويسك (الروسية)